# Носильник

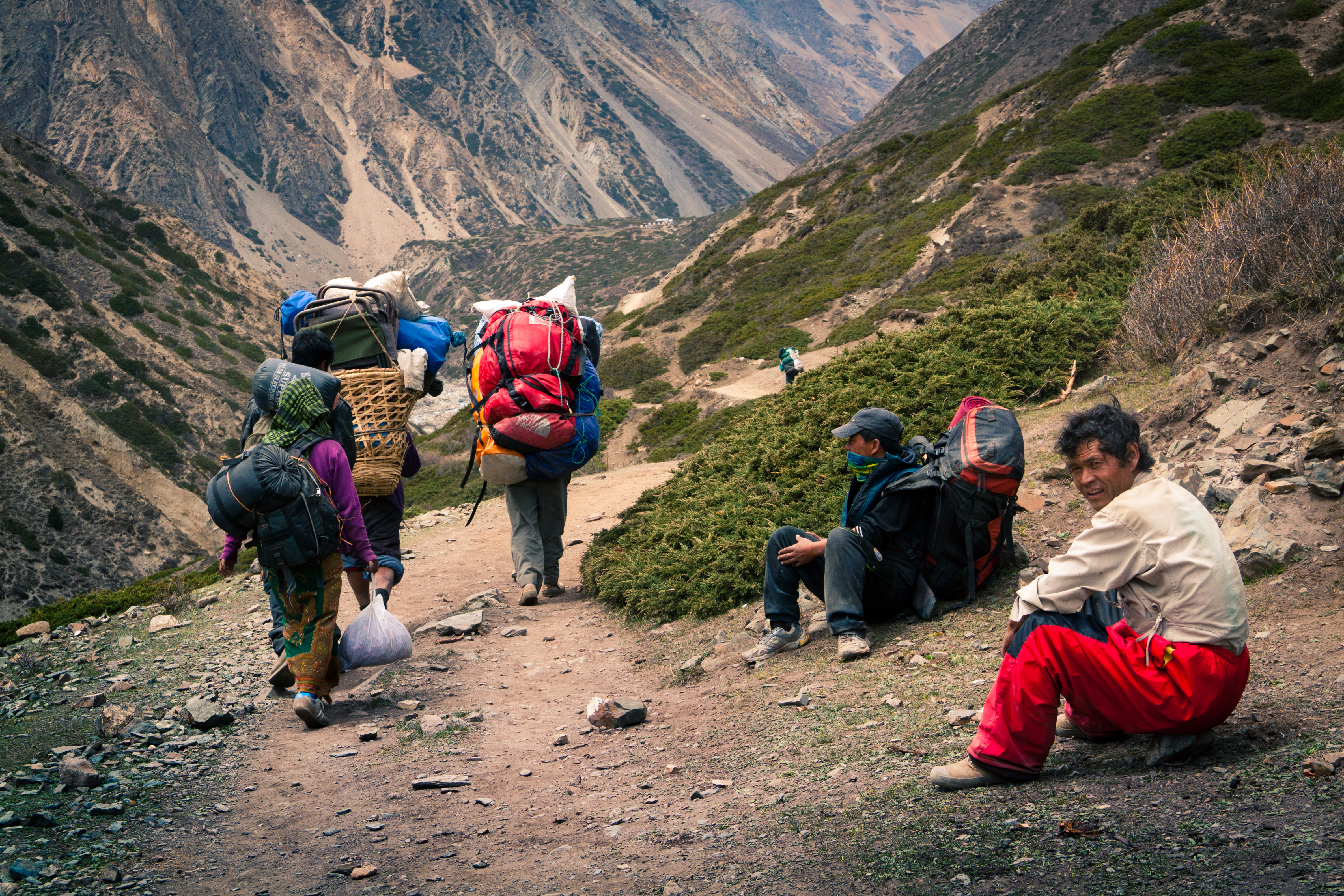
Непальські носильники на туристському маршруті Трек навколо Аннапурни

Носи́льник, носі́й — працівник, що займається перенесенням вантажів.
У деяких країнах «носильниками» (англ. porters) називають службовців готелів, аеропортів та залізничних вокзалів, що переносять або перевозять багаж мандрівників.
У країнах третього світу носильників використовують у важкодоступній місцевості, де відсутні сучасні транспортні засоби. Наприклад, професія носильника широко поширена в гірських районах Непалу, де немає автомобільних доріг, а авіаперевезення мають високу вартість. Доставка товарів в багато населених пунктів здійснюється носильниками. Також, носильників часто наймають для перенесення спорядження подорожучі в горах туристи і альпіністи. З історичних причин непальських носильників часто називають шерпами, що, в загальному випадку, невірно — носильник — це професія, а шерпи — народність, багато представників якої працюють носильниками.